# Viva Forever
Viva Forever ist ein Popsong der britischen Popgruppe Spice Girls aus ihrem zweiten Album Spiceworld. Es war die erste Singleauskopplung, nachdem Geri Halliwell die Gruppe verließ. Im Musikvideo ist Halliwell allerdings noch zu sehen.

## Musikvideo
Das Musikvideo zu Viva Forever wurde vom Oscarpreisträger Steve Box von Aardman Animations gedreht. Für das Video wurden fünf kleine Figuren der Bandmitglieder erstellt, welche mithilfe des Stop-Motion-Verfahrens animiert wurden.

## Kommerzieller Erfolg
Viva Forever wurde kaum promotet, da die vier verbliebenen Spice Girls zum Zeitpunkt der Veröffentlichung in Amerika auf Tournee waren. Viel Aufmerksamkeit erhielt die Single nur durch den Ausstieg von Geri Halliwell. Das Lied wurde in der ersten Woche nach Veröffentlichung 277.000 Mal verkauft. Im Vereinigten Königreich hielt die Single für zwei Wochen den ersten Platz der Charts und wurde mit Platin ausgezeichnet.

### Chartplatzierungen
| ChartsChartplatzierungen     | Höchstplatzierung | Wochen |
| ---------------------------- | ----------------- | ------ |
| Deutschland (GfK)            | 4 (22 Wo.)        | 22     |
| Österreich (Ö3)              | 4 (15 Wo.)        | 15     |
| Schweiz (IFPI)               | 3 (22 Wo.)        | 22     |
| Vereinigtes Königreich (OCC) | 1 (16 Wo.)        | 16     |

### Auszeichnungen für Musikverkäufe
| Land/Region                  | Auszeichnungen für Musikverkäufe (Land/Region, Auszeichnung, Verkäufe) | Verkäufe  |
| ---------------------------- | ---------------------------------------------------------------------- | --------- |
| Australien (ARIA)            | Platin                                                                 | 70.000    |
| Belgien (BRMA)               | Gold                                                                   | 25.000    |
| Deutschland (BVMI)           | Gold                                                                   | 250.000   |
| Frankreich (SNEP)            | Gold                                                                   | 250.000   |
| Neuseeland (RMNZ)            | Platin                                                                 | 10.000    |
| Schweiz (IFPI)               | Gold                                                                   | 25.000    |
| Vereinigtes Königreich (BPI) | Platin                                                                 | 798.000   |
| Insgesamt                    | 5× Gold · 3× Platin ·                                                  | 1.443.000 |

Hauptartikel: Spice Girls/Auszeichnungen für Musikverkäufe

## Trivia
Als sich der Fernsehsender MTV zum 1. Januar 2011 aus dem deutschen Free-TV verabschiedete, zeigte der Sender zum Schluss eine Sondersendung mit dem Titel Thank you for the Music. Das letzte Lied, das gespielt wurde, war Viva Forever; ein Verweis auf den Sender VIVA, der wie MTV zu Viacom gehört, und weiterhin im Free-TV zu sehen ist.
VIVA stellte Ende Dezember 2018 den Sendebetrieb ein. Als vorletztes Lied spielte VIVA – Viva Forever. Bei der Einstellung des britisch-irischen Ablegers VIVA UK & Ireland am 31. Januar 2018 wurde Viva Forever ebenfalls als letztes Lied gespielt.